# Die alte Isergil
Die alte Isergil (russisch Старуха Изергиль) ist eine Erzählung des russischen Schriftstellers Maxim Gorki aus dem Jahr 1894, die in der zweiten Aprilhälfte des Folgejahres in der Samaraer Zeitung (Самарская газета - Samarskaja gaseta) erschien. Eine Übertragung ins Deutsche von Michael Feofanoff kam 1902 in Leipzig heraus.
In der Rückschau auf ihr langes Leben klagt die alte Isergil: „...ich sehe, daß die Menschen nicht leben, sondern sich immer nur anpassen... und darüber geht das ganze Leben hin.“

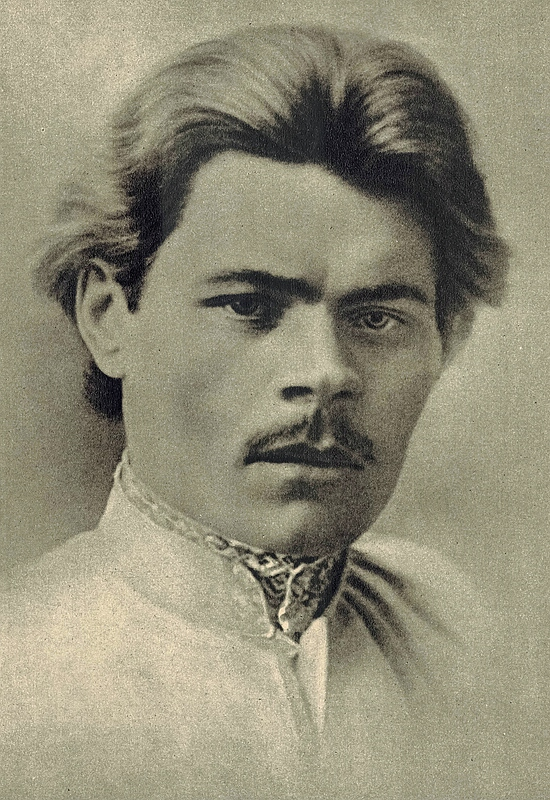
Gorki anno 1889

## Inhalt
In der Nähe der bessarabischen Stadt Akkerman hilft der Ich-Erzähler, ein Russe, zusammen mit Moldauern bei der Weinlese. Am Abend nach getaner Arbeit vergnügen sich die jungen Leute am Ufer des Schwarzen Meeres. Der Ich-Erzähler bleibt bei der alten Isergil im Schatten der Weinstöcke sitzen und lässt sich von ihr drei Geschichten erzählen – die ihres wechselvollen Lebens und zwei märchenhafte Legenden; eine vom hochmütigen Larra und die andere vom Opfertod des Jünglings Danko.
1
Vor Jahrtausenden feierte ein mächtiger Volksstamm ein Gelage. Währenddessen stieß ein Adler herab und entführte eines der Mädchen. Nach zwanzig Jahren kam es zurück – nun als Witwe des Adlers und Mutter eines Jünglings. Dieser erhielt von den Mitgliedern des Stammes den Namen Larra – der Ausgestoßene, denn er hatte ein Auge auf die schöne junge Tochter eines der Stammesältesten geworfen und das Mädchen hatte ihn aus Furcht vor ihrem Vater abgewiesen. Da hatte der Sohn des Adlers das Mädchen umgebracht und war eben verstoßen worden. Das furchtbare Urteil des Stammes hatte gelautet: Larra soll frei sein.
Nach etlichen Jahrzehnten möchte Larra sterben und stößt sich ein Messer in die Brust. Das Messer zerbricht. Die Stammesmitglieder stellen erfreut fest – der Selbstmörder kann nicht sterben. So wurde Larra bestraft. Er muss ewig als Ausgestoßener umherirren.
2
Die alte Isergil hatte dreißig Jahre mit ihrem Mann, einem Moldauer, in der Dobrudscha gelebt, als er ein Jahr vor Handlungsbeginn starb. Nun gibt die etwa 70-Jährige einige der „schönen Augenblicke“ ihres „gierigen Lebens“ zum Besten. Diese begaben sich allesamt vor ihrer 30-jährigen Ehe mit jenem Moldauer. Da liebte sie als 15-Jährige in ihrem Heimatort bei Falmi am Byrlat einen Huzulen, der einen feuerroten Schnurrbart trug. Einmal schlug sie dieser Huzule ins Gesicht. Dafür biss sie ihm in die Wange. Er ließ sich später die Narbe gern von ihr küssen. Der Bärtige und auch ihr nächster Liebhaber, ein schwarzbärtiger Fischer vom Pruth, kamen ums Leben. In Skutari hielt sie ein würdevoller alter Türke in seinem Harem. Nach Bochnia weiterverkauft, kam die alte Isergil, bereits 40-jährig, nach Krakau. Den Polen dort, ihren Arkadek, hatte sie wirklich geliebt. Sie befreite ihn sogar aus der Gefangenschaft von den Kosaken. Undank war der Lohn: Arkadek verließ sie. Die alte Isergil ging in die Dobrudscha, heiratete – wie gesagt – und aus war es mit dem „gierigen Leben“.
3
Im Rücken der Plaudernden, weit hinten in der Steppe, glühen aus der Finsternis blaue Lichter auf. „Diese Funken kommen von dem brennenden Herzen des Danko“, tut die alte Isergil kund.
Das kam so. Einmal, in alten Zeiten, wurde der Stamm des jungen Danko von Feinden in eine sumpfige Waldgegend vertrieben. Der verzweifelte Stamm ließ sich von Danko aus der lebensfeindlichen Gegend herausführen. Als während des Marsches die Wankelmütigen schwach wurden und aufbegehrten, riss sich Danko eigenhändig das Herz aus der Brust und hob es hoch. Das Herz loderte heller als die Sonne, beleuchtete den Weg heraus aus dem sumpfigen Wald in eine besiedelbare Ebene. Danko fiel tot um. Das stolze Herz zerstob in Funken und erlosch. Vor jedem Gewitter leuchten die Funken heute immer noch in der Steppe auf.

## Rezeption
- Gorkis frühe Texte werden von Nomaden der Schwarzmeersteppen, Fischern und vagabundierenden Bauern bevölkert.[7]
- Jenen allegorischen Legenden-Ton halten in der Nachfolge des jungen Gorki in der russischen Literatur auch noch Aitmatow („Der Junge und das Meer“) und Rytcheu (Wenn die Wale fortziehen) durch.[8]
- Die russische Literaturwissenschaft[9] ordnet den Text mit solchen Figuren wie Larra und Danko der Neuromantik zu.

## Verfilmung
- Die alte Isergil. Gespielt von  Maria Kapnist[10], tritt auch in dem Film Das Zigeunerlager zieht in den Himmel (anno 1975)[11] auf.

## Deutschsprachige Ausgaben
- Maxim Gorki: Die Holzflösser und andere Erzählungen. Einzig autorisierte Übersetzung aus dem Russischen von August Scholz. 507 Seiten. Malik-Verlag, Berlin 1926 (Makar Tschudra. Vom Zeisig, der da log, und vom Specht, der die Wahrheit liebte. Jemeljan Piljaj. Großvater Archip und Lenjka. Tschelkasch. Einstmals im Herbst. Das Lied vom Falken. Ein Irrtum. Die alte Isergil. Die Geschichte mit dem Silberschloß. Mein Reisegefährte. Die Holzflößer. Bolek. Im Weltschmerz. Konowalow. Der Chan und sein Sohn. Die Ausfahrt).
- Die alte Isergil (Übersetzer nicht erwähnt). S. 30–39 in: Maxim Gorki: Ausgewählte Werke: Erzählungen. Märchen. Erinnerungen. SWA-Verlag, Berlin 1947 (Satz: Dr. Karl Meyer GmbH, Leipzig. Druck: Leipziger Buchdruckerei GmbH, Leipzig).
- Die alte Isergil. Deutsch von Georg Schwarz. S. 87–113 in: Maxim Gorki: Erzählungen. Mit einem Vorwort von Edel Mirowa-Florin. Bd. 1 aus: Eva Kosing, Edel Mirowa-Florin (Hrsg.): Maxim Gorki: Werke in vier Bänden. Aufbau-Verlag, Berlin 1977.
- Der Landstreicher und andere Erzählungen (enthält noch: Die alte Isergil. Malwa. Sechsundzwanzig und eine. Gewesene Leute). Aus dem Russischen von Arthur Luther. Mit einer Einführung von Stefan Zweig und Illustrationen von Theodor Eberle. Insel Verlag, Frankfurt am Main und Leipzig 1998. 309 Seiten. ISBN 978-3-458-33919-9

### Erstausgabe
- Maxim Gorki: Die alte Isergil. Gesammelte Erzählungen aus dem Russischen von Michael Feofanow. Buchschmuck von Otto Ubbelohde. Diederichs, Leipzig 1902.

Verwendete Ausgabe
- Die alte Isergil. Deutsch von Arthur Luther. S. 320–342 in: Maxim Gorki: Erzählungen. Erster Band. Aufbau-Verlag, Berlin 1953